# Sonata per pianoforte n. 1 (Mozart)
La sonata per pianoforte n. 1 in Do maggiore (K 279) fu scritta da Wolfgang Amadeus Mozart nel 1774 e appartiene ad un ciclo di sei sonate per pianoforte (dalla K 279 alla K 284).
Questa composizione è la prima della serie di sei sonate che Mozart scrisse prima del suo viaggio a Monaco (fine 1774), delle quali cinque furono specificate per il clavicembalo e la sesta per il fortepiano.
La sonata si divide in tre tempi (Allegro, Andante, Allegro) di cui il primo è certamente è un rifacimento di qualche lavoro anteriore, forse del 1773. Il finale scritto (nell'autografo su carta diversa) deve invece essere stato composto per ultimo, alla fine del 1774. Scompare ormai l'influenza italiana, ne subentrano altre, prima fra le quali quella di Haydn, che aveva precisamente pubblicato nel 1774 sei sonate per pianoforte, delle quali è palese l'ombra in queste sei mozartiane. Come pure è afferrabile l'influenza dello stile di Stefan che aveva pubblicato a Parigi nel 1772 tre sonate per pianoforte e che Mozart aveva incontrato a Vienna nel 1773. Dopo l'influenza romantica italiana, questa sonata e le altre immediatamente seguenti ci appare come un nuovo orientamento verso le altre più rigorose discipline. Al suo ritorno in patria Mozart ritrova la voce dei padri e del loro linguaggio. Gli rimane però, e la conserverà per tutta la vita, la chiarezza mediterranea appresa in Italia al contatto del nostro grande patrimonio musicale. Il 2 novembre il compositore la esegue nella casa di Christian Cannabich a Mannheim
Il matematico John Putz (Alma College), in seguito a studi sulle sonate per pianoforte, ha riscontrato in questa composizione una forte presenza di utilizzo del rapporto aureo phi.